# Транзієнт (астрономія)

Крива блиску галактики NGC 2525 після спалаху наднової

Транзієнт (від англ. transient) або перехідне явище — астрономічне явище, яке відносно швидко змінюється з часом. Такі часові зміни можуть бути пов'язані з рухом об'єкта або зі зміною його фізичних властивостей. Особливо часто цей термін використовується для таких подій далекого космосу, як наднові й нові зорі, гамма-спалахи, припливне руйнування зір, гравітаційне мікролінзування, пульсуючі та спалахуючі зорі, змінні в часі активні ядра галактик, зокрема, блазари. Дослідженням транзієнтів займається астрономія в часовій області (англ. time-domain astronomy).

## Історія

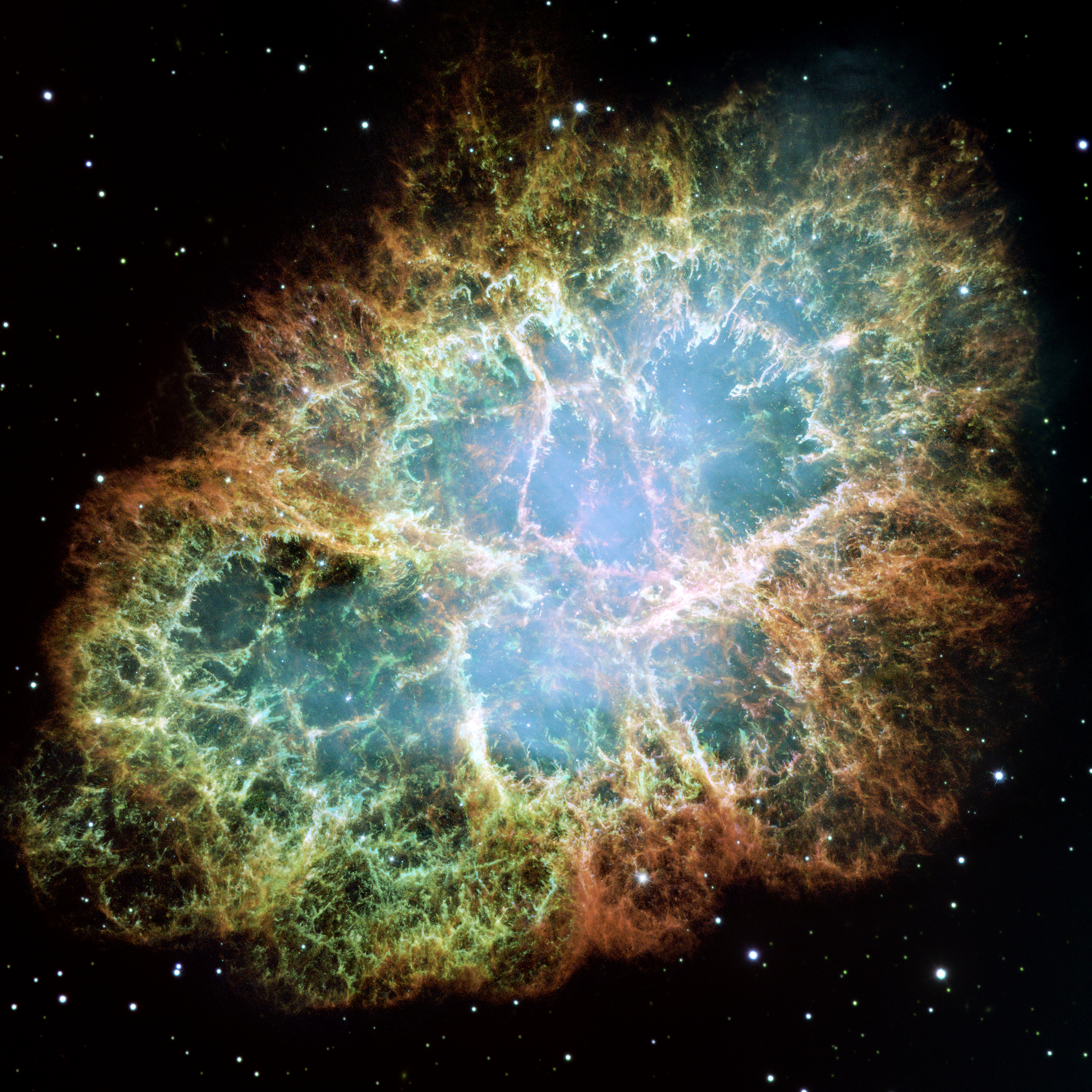
Крабоподібна туманність, залишок наднової 1054 року

До винайдення телескопів можна було досліджувати транзієнти лише неозброєним оком, однак настільки яскраві події (наприклад, відносно близькі наднові) дуже рідкісні і трапляються лише раз на кілька століть. Прикладами транзієнтів, зареєстрованих в давнину, є наднова 1054 року, яку спостерігали китайські, японські та арабські астрономи, і наднова 1572 року, відома як Наднова Тихо на честь Тихо Браге, який вивчав її, поки вона не зникла через два роки. Історично астрономія в часовій області також включала появу комет.
Телескопи дозволяли бачити більш віддалені події, однак їхні малі поля зору (як правило, менше 1 квадратного градуса) означали, що шанси подивитися в потрібному місці в потрібний час були низькими. Камери Шмідта та інші астрографи з широким кутом огляду були винайдені в XX столітті, але в основному використовувалися для астрономічних оглядів незмінних об'єктів на небі.
Інтерес до транзієнтів посилився з поширенням ПЗЗ-детекторів. Коли в 1990-х роках почали використовувати телескопи з більшими полями зору та більшими детекторами, було започатковано перші масові та регулярні огляди транзієнтів, першими з яких стали проєкти з пошуку гравітаційного мікролінзування, такі як OGLE і MACHO. Ці дослідження, окрім відкриття самих подій мікролінзування, призвели до відкриття великої кількості змінних зір. Подальші спеціалізовані дослідження неба, такі як Palomar Transient Factory, космічний апарат Gaia та LSST, були зосереджені на дослідженні все тьмяніших об'єктів, більшій кількості оптичних фільтрів і точніших вимірюваннях положень та власних рухів.
Здатність сучасних приладів здійснювати спостереження на довжинах хвиль, невидимих для людського ока (радіохвилі, інфрачервоне, ультрафіолетове, рентгенівське випромінювання), збільшує кількість інформації, яку можна отримати під час вивчення транзієнту.
У радіоастрономії радіотранзієнти шукає LOFAR. Дослідження радіотранзієнтів давно включають пульсари та мерехтіння. Проєкти пошуку транзієнтів у рентгенівському та гамма-діапазонах включають Масив черенковських телескопів, eROSITA, AGILE, Fermi, HAWC, INTEGRAL, MAXI, Swift і Space Variable Objects Monitor. Гамма-спалахи є добре відомим транзієнтом високої енергії.
Дослідження в галузі астрономії в часовій області були відзначені, зокрема, премією Дена Девіда 2017, присудженою трьом піонерам цієї галузі — Нілу Герельсу (Swift), Шрінівасу Кулкарні (Palomar Transient Factory) та Анджею Удальському (OGLE). Медаль Карла Шварцшильда 2018 року була присуджена Анджею Удальському за «новаторський внесок у розвиток нової галузі астрофізичних досліджень, — астрономії в часовій області, яка вивчає змінність яскравості та інших параметрів об'єктів у Всесвіті на різних масштабах часу».

## Сучасний стан
Астрономічні інструменти, спеціалізовані для дослідження транзієнтів, включають OGLE, PanSTARRS, WASP, Обсерваторію Вери Рубін. Типова тривалість транзієнтів може становити від мілісекунд до днів, тижнів і навіть кількох років. Це, однак, набагато коротше за часову шкалу в мільйони або мільярди років, протягом якої еволюціонують галактики та зорі.
Астрономія в часовій області також включає дослідження змінності змінних зір на часових масштабах від хвилин до десятиліть. Досліджувана змінність може бути внутрішньою, включаючи періодичні або напіврегулярні пульсуючі зорі, молоді зоряні об’єкти, катаклізмічні змінні зорі, астеросейсмологічні дослідження; або зовнішньою, що є результатом затемнень (у подвійних зорях або внаслідок проходжень планет), обертання зір (у пульсарів, зір з плямами) або подій гравітаційного мікролінзування.
Сучасні астрономічні дослідження в часовій області часто використовують роботизовані телескопи, автоматичну класифікацію транзієнтів і швидке сповіщення наукової спільноти про нові події. Блінк-компаратори давно використовувалися для виявлення відмінностей між двома фотопластинками, а з розвитком цифрових методів обробки астрономічних зображень стандартною технікою стало віднімання зображень. Оскільки для ефективного пошуку транзієнтів необхідні великі поля зору, робота в часовій області передбачає зберігання та передачу величезної кількості даних. Це включає методи інтелектуального аналізу даних, класифікацію та обробку різнорідних даних.